# 세르주 그나브리
세르주 다비트 그나브리(독일어: Serge David Gnabry, 독일어 발음: [sɛʁʃ ˈdaːvɪt gnabʁi]; 1995년 7월 14일~)는 현재 바이에른 뮌헨에서 뛰고 있는 코트디부아르계 독일인 축구 선수로, 포지션은 윙어이다.

## 어린 시절
그나브리는 슈투트가르트에서 코트디부아르인 아버지와 독일인 어머니 사이에서 태어났다. 그나브리는 어린 시절 단거리 육상 선수였지만 이후 육상 대신 축구를 선택하게 되었다
그나브리의 전 구단인 VfB 슈투트가르트는 2010년에 프리미어리그 구단인 아스널과 £100,000의 계약을 맺었지만, 당시 16세였던 그는 2011년까지 기다려야 아스널에 합류할 수 있었다. 그나브리는 2011-12 시즌에 공식적으로 아스널에 합류했다. 그는 시즌의 대부분을 18세 이하 팀에서 뛰었지만 인상적인 활약을 펼친 후 리저브 팀으로 승격되었다.

## 구단 경력

### 아스널
2012-13 시즌은 그나브리가 FC 쾰른과의 프리시즌 친선 경기를 위해 아스널 1군에 차출된 후 좋은 모습을 보여주었다. 그 후 그는 2012년 9월 26일 코번트리 시티와의 리그컵 경기에서  6-1로 승리한 경기에 72분 교체 선수로 프로 1군 데뷔전을 치렀다. 2012년 10월 20일, 그는 노리치 시티와의 경기에서 1-0으로 패한 경기에 출전하며 프리미어리그 데뷔전을 치렀다. 당시 17세 98일의 나이로 그는 잭 윌셔에 이어 아스널 리그 역사상 두 번째로 어린 선수가 되었다 4일 후, 그는 샬케 04에게 홈에서 2-0으로 패한 경기에서 교체로 출전하면서 UEFA 챔피언스리그 데뷔전을 치렀다.
2013-14 시즌 첫 경기에서 그나브리는 애스턴 빌라와의 아스널 1군 명단에 포함되어 벤치에서 시즌을 시작했다.그 후 그는 2013년 9월 22일 스토크 시티와의 프리미리리그 경기에서 첫 선발 출전했다. 그는 스완지 시티와의 다음 리그 경기에서 프로 첫 골을 넣어 아스널을 2-1 승리로 이끌었고, 이 승리 덕분에 아스널은 프리미어리그 상위권을 차지할 수 있었다. 10월 26일, 그는 크리스탈 팰리스와의 원정 경기에서 페널티킥을 얻어냈고 아스널은 2-0 승리를 거두었다. 그나브리의 인상적인 시즌 시작으로 2013년 골든보이 후보에 올랐고 아스널과 새로운 5년 계약을 맺었다.
브레이크아웃 이후 그나브리는 심각한 무릎 부상으로 인해 1년 넘게 1군에서 뛰지 못해 2014-15 시즌 대부분을 결장했다.

#### 웨스트브로미치 앨비언
2015년 8월 7일, 그나브리는 1군 경험을 얻기 위해 시즌 임대로 웨스트브로미치 앨비언에 합류했다. 그는 2015년 8월 23일 첼시에게 3-2로 패한 경기에서 교체 선수로 데뷔했다. 그러나 그는 더 이상 리그에 출전하지 않았으며, 토니 풀리스 감독은 10월에 그나브리가 경기에 "필요한 수준에 있지 않다"고 말했다.1월에 그는 웨스트브로미치에서 1군 활동이 부족하여 임대에서 아스널로 복귀했다. 그는 2015-16 시즌을 프리미어리그 1경기, 리그컵 2경기를 기록했다.

### 베르더 브레멘
2016년 8월 31일, 그나브리는 보고된 이적료 £5M에 분데스리가의 베르더 브레멘과 계약했다. 아스널 감독 아르센 벵거는 그나브리가 이적하기 전에 아스널과의 계약을 연장하고 싶었지만 1군 기회가 부족했기 때문에 다른 곳으로 이적해야 했다고 밝혔다.
그는 2016년 9월 17일 보루시아 묀헨글라트바흐에게 4-1로 패한 원정 경기에서 베르더 브레멘 소속으로 첫 골을 기록했다.
그는 구단에서의 한 시즌 동안 리그 27경기에 출전해 11골을 기록했고, 베르더 브레멘은 분데스리가에서 8위를 기록했다.

### 바이에른 뮌헨

#### 22-23 시즌
2023년 4월 30일, 그나브리는 바이에른 뮌헨이 알리안츠 아레나에서 헤르타 베를린을 2-0로 이긴 분데스리가 30라운드에 선발출전했다. 12분 그나브리는 주앙 칸셀루에게 패스를 건네 공격 기회를 만들었지만 칸셀루의 슛은 수비수에게 막혔다. 27분 그나브리는 바이에른 뮌헨의 역습 과정에서 왼발로 킹슬레 코망에게 패스를 건넸고 코망은 그나브리의 패스를 받은 후 페널티 에이리어 안에서 넘어졌지만 주심은 페널티킥을 선언하지 않았다.
40분 그나브리는 헤르타 베를린의 수비수를 맞고 굴절된 공을 발리슛으로 연결했지만 올리베르 크리스텐센이 그나브리의 슛을 선방했다. 69분 그나브리는 요주아 키미히의 로빙 패스를 페널티 에이리어 안에서 머리로 받아 공의 방향을 바꿔 헤르타 베를린의 골문을 흔들면서 바이에른 뮌헨의 첫 번째 골을 만들었다. 그는 이 골로 22-23 분데스리가 시즌 10번째 골을 넣으면서 분데스리가에서 7시즌 연속으로 두 자리수 득점을 기록한 유일한 선수가 되었다.

## 국가대표팀 경력

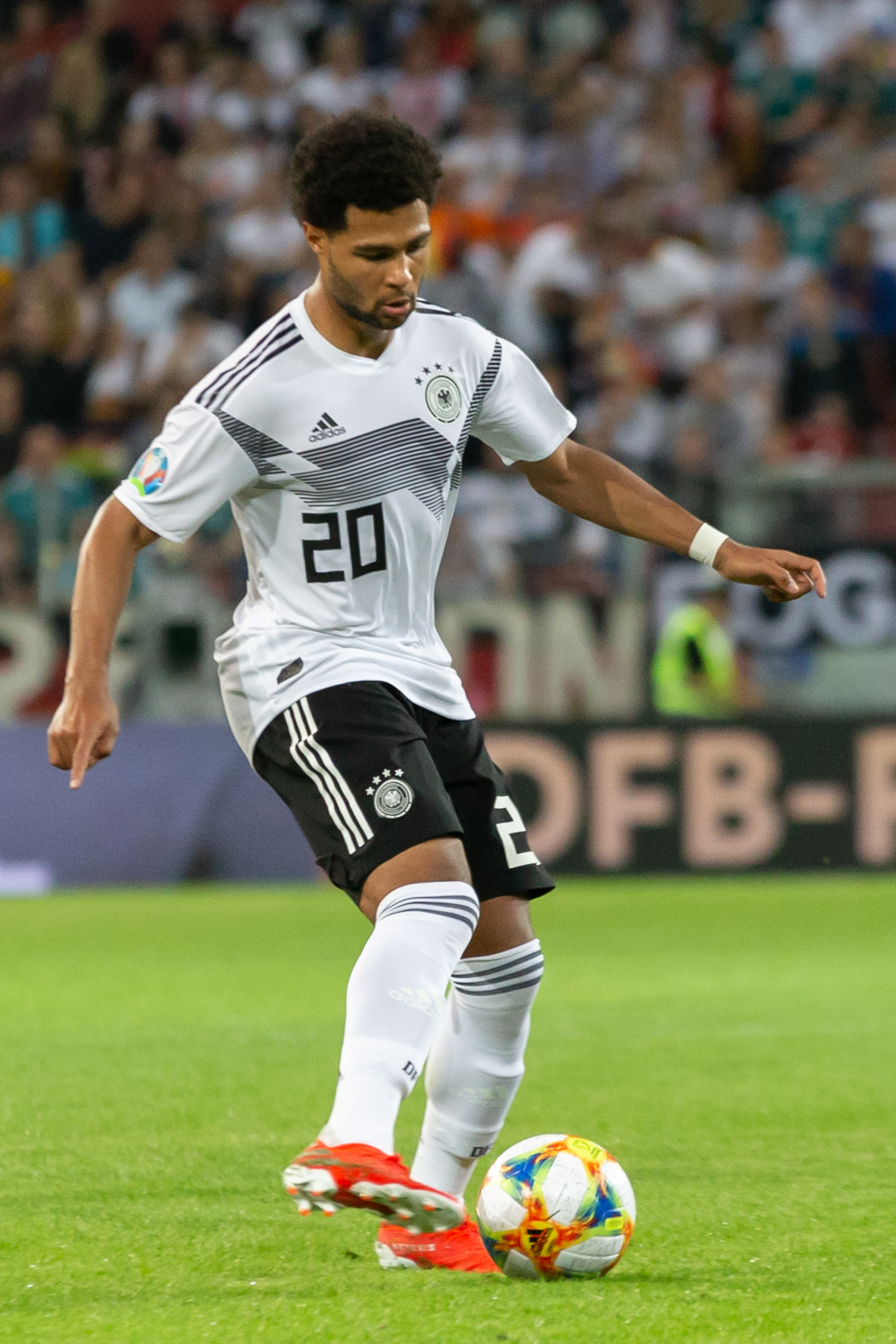

그나브리는 U-16, U-17, U-18을 포함한 다양한 연령별 수준에서 독일 대표팀에 소집되었다. 2017년에 그는 U-21 유럽 선수권 대회에서 우승한 독일 U-21 팀의 일원이었다.
2016년 7월 15일, 그나브리는 2016년 하계 올림픽 독일 대표팀에 선발되었다. 8월 4일, 그는 멕시코와의 경기에서 독일 대표팀에 선발 출전해 2-2로 비긴 멕시코와의 경기에서 58분 만에 독일의 첫 골을 넣었다. 3일 후, 그는 대한민국을 상대로 2골을 기록하며 독일이 3-3 무승부를 거두는 데 기여 했다. 8월 10일, 그나브리는 피지에게 10-0으로 이긴 경기에서 두 골을 더 기록했다.포르투갈과의 8강전에서 전반 종료 직전에 대회 6번째 골을 넣었고, 독일은 4-0으로 승리했다. 그는 팀 동료인 닐스 페테르센과 함께 공동 득점왕으로 대회를 마쳤으며 독일이 은메달을 획득하는 데 큰 역할을 해냈다.

### A대표팀
2016년 11월 4일, 그나브리는 독일 성인팀에 처음으로 소집되었다. 7일 후, 그는 산마리노와의 2018 월드컵 예선 원정 경기에서 데뷔전 3골을 터뜨려 8-0의 승리에 기여했다. 2019년 10월 9일, 아르헨티나와의 국제 친선 경기에서 2-2로 비겼던 그나브리는 11번째 출전에서 미로슬라프 클로제의 기록을 2경기 차로 제치고  국가대표팀에서 가장 빠르게 10골을 달성한 선수가 되었다. 2019년 11월 19일, 그는 북아일랜드와의 경기에서 3골을 넣어 6-1로 승리했다. 그의 국가대표 경력 중 두 번째 해트트릭이었다. 이후 UEFA 유로 2020의 명단에 포함되었다.
하지만 율리안 나겔스만이 독일 감독으로 부임하자 바로 UEFA 유로 2024의 명단에서 칼같이 제외 당했다. 제외 당한 이유는 나겔스만이 말하길 "그나브리는 집중을 안 하고 너무 쓸데없는 생각을 많이 한다. 그러면서 그나브리의 결함이 보이기 시작한다."라 했다.

## 플레이 스타일
아스널 시절의 감독인 아르센 벵거는 2020년에 "그는 창의적이고 골을 넣을 수 있고 오른발잡이, 왼발잡이, 좋은 파워, 좋은 침투력, 매우 영리한 득점 타이밍을 갖고 있다. 그는 9번도 되고 10번도 될 수 있다. 그는 매우 똑똑한 선수이다."라고 밝혔다.

## 출전 통계
| 클럽          | 시즌    | 리그 | 리그 | FA컵 | FA컵 | 리그컵 | 리그컵 | 대륙 | 대륙 | 기타 | 기타 | 합계 | 합계 |
| 클럽          | 시즌    | 출전 | 득점 | 출전 | 득점 | 출전   | 득점   | 출전 | 득점 | 출전 | 득점 | 출전 | 득점 |
| ------------- | ------- | ---- | ---- | ---- | ---- | ------ | ------ | ---- | ---- | ---- | ---- | ---- | ---- |
| 아스널        | 2012-13 | 1    | 0    |      |      | 2      | 0      | 1    | 0    |      |      | 4    | 0    |
| 아스널        | 2013-14 | 9    | 1    | 2    | 0    | 1      | 0      | 2    | 0    |      |      | 14   | 1    |
| 아스널        | 2014-15 | 0    | 0    |      |      |        |        |      |      |      |      | 0    | 0    |
| 웨스트브롬    | 2015-16 | 1    | 0    |      |      | 2      | 0      |      |      |      |      | 3    | 0    |
| 베르더 브레멘 | 2016-17 | 27   | 11   |      |      |        |        |      |      |      |      | 27   | 11   |
| 호펜하임      | 2017-18 | 22   | 10   | 3    | 0    |        |        |      |      | 1    | 0    | 27   | 10   |
| 바이에른 뮌헨 | 2018-19 | 30   | 10   | 5    | 3    |        |        | 7    | 0    |      |      | 42   | 13   |
| 바이에른 뮌헨 | 2019-20 | 31   | 12   | 5    | 2    |        |        | 10   | 9    |      |      | 46   | 23   |
| 바이에른 뮌헨 | 2020-21 | 27   | 10   | 1    | 1    |        |        | 6    | 0    | 4    | 0    | 38   | 11   |
| 바이에른 뮌헨 | 2021-22 | 34   | 14   | 2    | 0    |        |        | 8    | 3    | 1    | 0    | 45   | 17   |
| 바이에른 뮌헨 | 2022-23 | 34   | 14   | 4    | 0    |        |        | 8    | 2    | 1    | 1    | 47   | 17   |
| 바이에른 뮌헨 | 2023-24 | 10   | 3    | 2    | 0    |        |        | 7    | 2    | 1    | 0    | 20   | 5    |
| 바이에른 뮌헨 | 2024-25 | 14   | 4    | 3    | 0    |        |        | 7    | 0    |      |      | 24   | 4    |

## 수상 내역

### 클럽
바이에른 뮌헨
- 분데스리가: 2018–19, 2019–20, 2020–21, 2021–22, 2022–23
- DFB-포칼: 2018–19, 2019–20
- DFL 슈퍼컵 : 2020, 2021, 2022
- UEFA 챔피언스리그: 2019–20[47]
- UEFA 슈퍼컵 : 2020
- FIFA 클럽 월드컵 : 2020

### 국가대표
- 올림픽 대회 은메달: 2016[48]
- UEFA U-21 축구 선수권 대회: 2017[33]

### 개인
- 하계 올림픽 남자 축구 득점왕 : 2016 (공동)[49]
- 분데스리가 이 달의 선수: 2019년 10월[50], 2022년 12월
- 분데스리가 올해의 팀 : 2019-20
- UEFA 챔피언스리그 시즌의 스쿼드 : 2019-20
- 바이에른 뮌헨 올해의 선수: 2018–19[51]